# Дженовезе, Бруна
Бруна Дженовезе (итал. Bruna Genovese; род. 24 сентября 1976, Монтебеллюна, Венеция) — итальянская легкоатлетка, специалистка по бегу на длинные дистанции и марафону. Выступала на профессиональном уровне в 1996—2012 годах, обладательница командного Кубка Европы по марафону, победительница и призёрка ряда крупных международных стартов на шоссе, участница двух летних Олимпийских игр.

## Биография
Бруна Дженовезе родилась 24 сентября 1976 года в коммуне Монтебеллуна провинции Тревизо. Занималась лёгкой атлетикой под руководством Сальваторе Беттиоля.
Впервые заявила о себе в сезоне 1996 года, выиграв забег на 10 миль по шоссе в Гарньяно.
В 1999 году дебютировала на марафонской дистанции — с результатом 2:31:06 финишировала третьей на Венецианском марафоне.
В 2000 году вошла в состав итальянской сборной и выступила на чемпионате мира по кроссу в Виламуре, где заняла 71-е место.
В 2001 году выиграла полумарафон в Неаполе, стала девятой на Бостонском марафоне, 17-й в марафоне на чемпионате мира в Эдмонтоне, третьей на Токийском международном женском марафоне — в последнем случае установила личный рекорд 2:25:35.
На Бостонском марафоне 2002 года пришла к финишу шестой.
В 2003 году помимо прочего показала 14-й результат на Лондонском марафоне, 20-й результат на чемпионате мира по полумарафону в Виламуре, четвёртый результат на Токийском международном женском марафоне.
В 2004 году стала второй на Римском марафоне. Благодаря череде удачных выступлений удостоилась права защищать честь страны на летних Олимпийских играх в Афинах — в марафоне показала в время 2:32:50 и закрыла десятку сильнейших. Также в этом сезоне одержала победу на Токийском международном женском марафоне.
В 2005 году была третьей на Бостонском марафоне и пятой на Нью-Йоркском марафоне, выиграла чемпионат Италии по полумарафону.
На Бостонском марафоне 2006 года финишировала четвёртой.  На чемпионате Европы в Гётеборге с результатом 2:31:15 стала пятой в личном зачёте марафона и тем самым помогла своим соотечественницам выиграть разыгрывавшийся здесь командный Кубок Европы по марафону.
На Токийском международном женском марафоне 2007 года финишировала третьей.
В 2008 году стала шестой на Бостонском марафоне. Принимала участие в Олимпийских играх в Пекине — на сей раз в программе марафона показала время 2:31:31, расположившись в итоговом протоколе соревнований на 17-й строке.
В 2009 году заняла третье место на Туринском марафоне и четвёртое место на Иокогамском международном женском марафоне.
На Бостонском марафоне 2010 года с результатом 2:29:12 была пятой.
Завершила спортивную карьеру по окончании сезона 2012 года.